# Proves ad hoc
Les proves Ad hoc és el terme utilitzat habitualment en el camp de les proves de programari per a referir-se a les proves executades sense planificació i documentació, sense utilitzar cap tècnica de disseny concret i sense tenir un resultat esperat detallat.
Les proves s'acostumen a executar una sola vegada, exceptuant els casos on es descobreixen defectes. Les proves Ad hoc formen part de les proves exploratòries, sent el tipus de prova menys formal. En aquesta línia, les proves ad hoc s'han criticat a causa del fet que no són proves estructurades, però precisament en aquest aspecte recau part de la seva fortalesa: punts importants es poden trobar ràpidament. S'executa de forma improvisada, i el tester o provador tracta de trobar errors amb tots els mitjans que li semblen adequats. Això contrasta amb les proves de regressió que busquen un problema específic per mitjà reproduir pasos detallas, amb un resultat esperat clar. Les proves ad hoc s'usen tot sovint com a complement d'altres tipus de proves.